# 304826 Kini
304826 Kini este o planetă minoră (asteroid) din centura de asteroizi. A fost descoperită pe 5 septembrie 2007 la Lulin Observatory⁠(d) de . 
Obiectul prezintă o orbită caracterizată de o semiaxă mare de 2,36216958362 UAi, o excentricitate de 0,19776743717791, o înclinație de 2,001883044996 ° în raport cu ecliptica.